# Lily Brayton
Elizabeth Brayton (Grande Manchester, 23 de junho de 1876 – Dawlish, 30 de abril de 1953) foi uma atriz e cantora inglesa.
É conhecida por suas interpretações em peças de Shakespeare, tendo feito cerca de 2 mil apresentações durante a Primeira Guerra Mundial com o famoso musical Chu Chin Chow, baseado na história de Ali Babá e os 40 Ladrões. 

## Biografia
Brayton nasceu em Hindley, na Grande Manchester, em 1876, sendo a quarta filha do médico John Grindal Brayton (1842–1892). Pouco se sabe sobre sua infância. Sua estreia nos palcos aconteceu em Manchester, em 1896, quando integrou o elenco de uma produção de Ricardo II, de Shakespeare. Ela se juntou à companhia de F. R. Benson e, em junho de 1898, casou-se com o colega de elenco, Oscar Asche. Sua irmã, Agnes Brayton (1878–1957), também fazia parte da mesma companhia.
Em 1900, Brayton foi escolhida por Herbert Beerbohm Tree para interpretar Mariamne em sua produção da peça Herodes. Em 1904, ela e Asche fundaram sua própria companhia teatral. Em 1906, Brayton interpretou Iseult na peça Tristão e Isolda, de Joseph Comyns Carr, no Adelphi Theatre, ao lado de Matheson Lang como Tristão e Asche como o rei Marcos. Sua irmã Agnes também participou dessa produção. No ano seguinte, Lily, no papel de Catarina, e Agnes, como Bianca, atuaram na montagem de A Megera Domada pela Oxford University Dramatic Society, com Gervais Rentoul interpretando Petrúquio.
Em 1907, Brayton tornou-se co-gerente do His Majesty’s Theatre, em Londres, ao lado de seu marido. O teatro pertencia a Tree, e, junto com ele, o casal produziu diversas peças de Shakespeare e outras obras, incluindo Átila, de Laurence Binyon, onde Brayton interpretou Ildico.
Entre 1909 e 1910, enquanto Brayton e Asche estavam em turnê pela Austrália, o músico australiano Wynne Jones compôs uma peça musical intitulada The Lily Brayton Valse. Em 1911, no Garrick Theatre, Brayton estrelou ao lado de Asche a peça Kismet. O casal voltou a se apresentar na Austrália entre 1912 e 1913, passando também pela África do Sul ao final da turnê. Durante essas viagens, encenaram diversas peças de Shakespeare, além de *Kismet*. Em 1914, Brayton interpretou Marsinah na adaptação cinematográfica silenciosa de Kismet.

## Últimos anos e morte
O grande sucesso musical Chu Chin Chow, de Oscar Asche, estreou em Londres em 1916, com Lily Brayton no papel principal feminino, Zahrat-al-Kulub. O espetáculo foi um fenômeno, ficando em cartaz até 1921, com um recorde impressionante de 2.238 apresentações. Brayton atuou em quase 2 mil delas, demonstrando uma resistência notável. No entanto, ela não acompanhou Asche em sua terceira turnê pela Austrália entre 1922 e 1924.
Apesar do enorme sucesso de Chu Chin Chow, a maior parte da carreira de Brayton foi dedicada às peças de Shakespeare. Ela também se apresentou por várias temporadas no Festival de Stratford. Sua última aparição nos palcos foi em 1932, interpretando Pórcia em Júlio César, sob a direção de Asche. Nos últimos anos, Asche tornou-se instável e agressivo, levando o casal a se separar por um tempo. Ainda assim, Brayton produziu a peça The Good Old Days of England, escrita por ele em 1928.
Após a morte de Asche em 1936, Brayton casou-se com o Dr. Douglas Chalmers Watson e mudou-se para Drem, em East Lothian. Mais tarde, após o falecimento do segundo marido, ela se estabeleceu em Dawlish, Devon, onde viveu até sua morte, aos 76 anos, em 30 de abril de 1953. Brayton foi cremada, e suas cinzas foram depositadas no túmulo de seu primeiro marido, em um cemitério às margens do rio, perto de sua antiga casa em Bisham, Berkshire. Ela não teve filhos.
Atualmente, há três retratos de Lily Brayton na National Portrait Gallery, além de diversas fotografias que a mostram em seus figurinos teatrais.

## Galeria

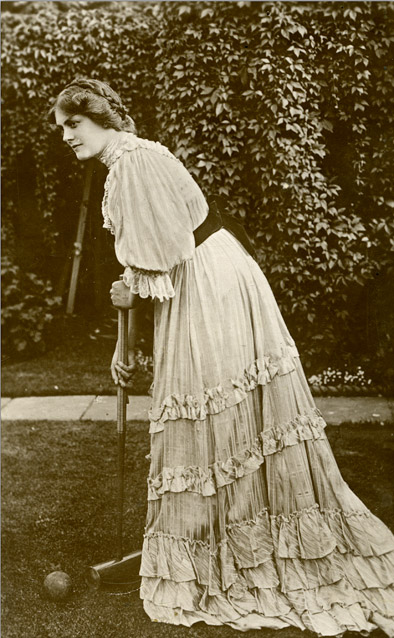
Brayton em 1906
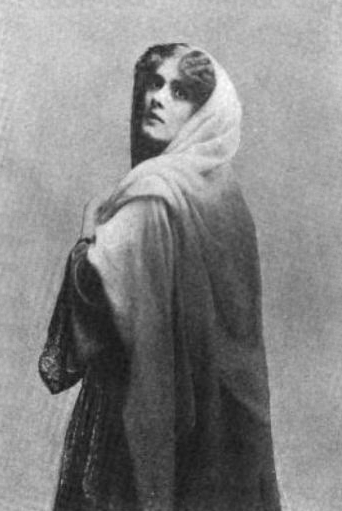
Brayton como Viola, em Twelfth Night
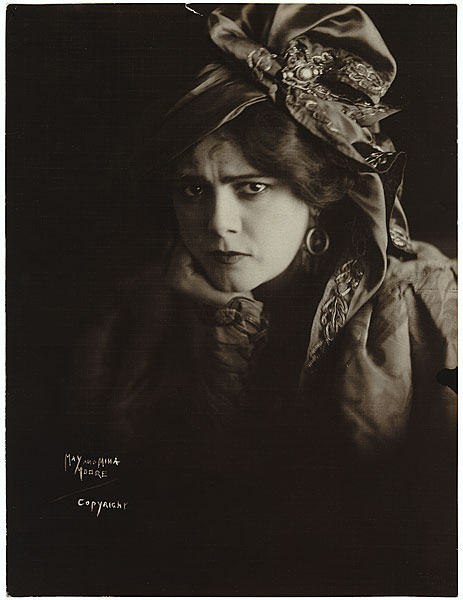
Lily Brayton em 1916
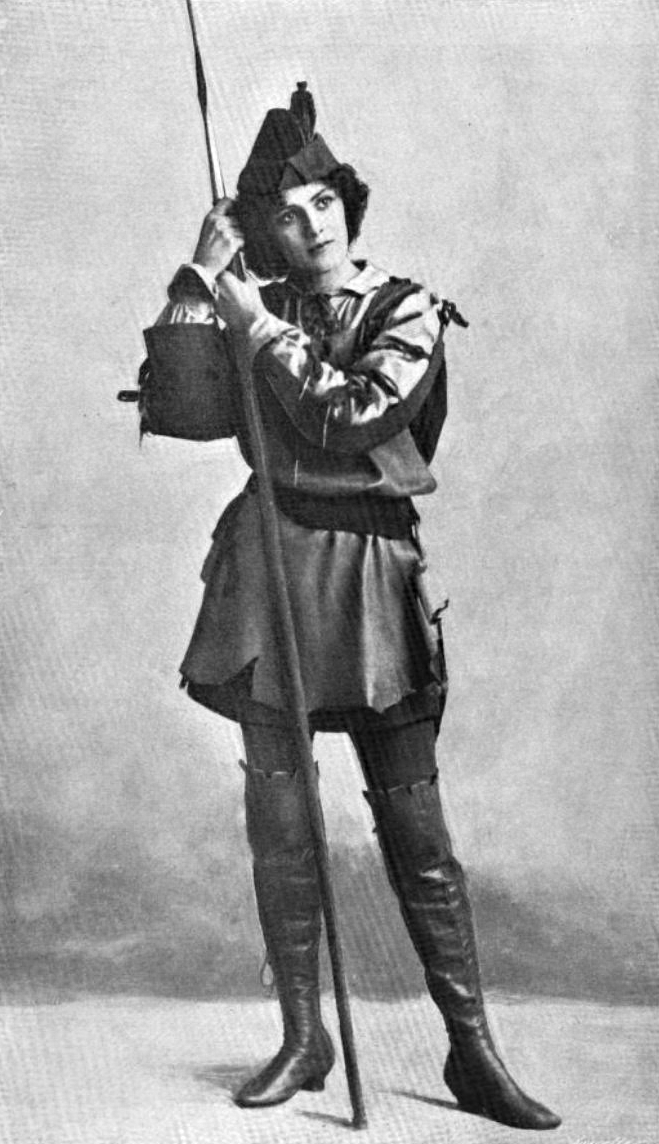
Brayton como Rosalinda, em As You Like It, c. 1901
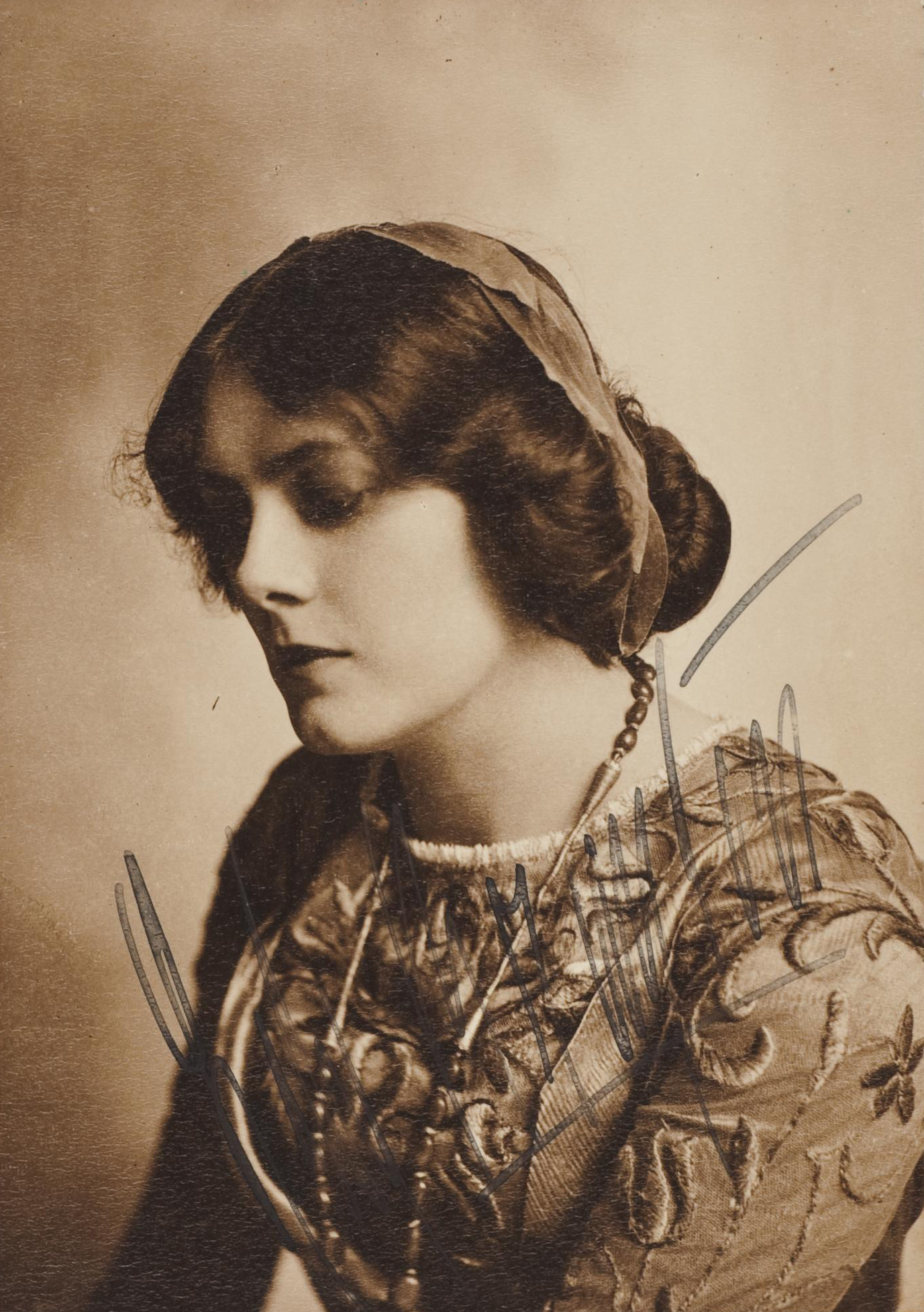
Brayton, possivelmente, como Julieta, 1909-1910
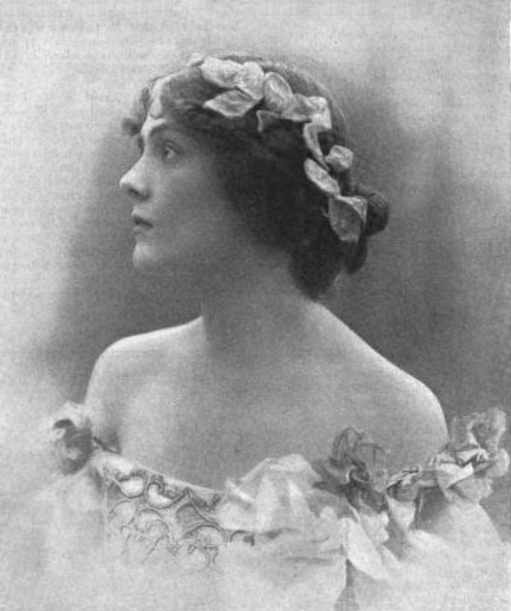
Como Theodosia em Resurrection, 1903